# ꙮ
ꙮ, de veelogige о of multioculaire о is een zeldzame variant van de Cyrillische letter О. Deze variant komt in een aantal handschriften voor in de uitdrukking ‘серафими многоꙮчитїи’ (“veelogige serafijnen”).
De veelogige о werd opgetekend door Jefim Karski in een kopie van de Psalmen van rond 1429, die zich momenteel bevindt in de verzameling van het Klooster van de Heilige Drie-eenheid en de Heilige Sergej. De letter werd opgenomen in Unicode als het karakter U+A66E.

## Weergave

### Unicode
De ꙮ is in 2008 toegevoegd aan de Unicode 5.1-karakterset, in het Unicode-blok Cyrillisch-uitgebreid-B.
In Unicode vindt men de ꙮ onder het codepunt U+A66E (hex). Er zijn geen onderscheiden hoofdletter en onderkastvarianten van het karakter.

### HTML
In HTML kan men voor ꙮ de code &#xA66E; gebruiken.